# Lutz Goepel
Lutz Goepel (* 10. Oktober 1942 in Gotha) war von 1994 bis 2009 ein Europaabgeordneter der CDU für Sachsen und Mitglied des Vorstands der Europäischen Volkspartei.

## Leben und Ausbildung
Nach dem Abitur im Jahr 1961 studierte Goepel Landwirtschaft an der Universität Jena und schloss das Studium 1967 als Diplom-Landwirt ab. Bis 1973 folgte ein externes Studium der Landtechnik an der Ingenieurhochschule Berlin-Wartenberg mit dem Abschluss „Ingenieur für Landtechnik“ sowie 1988 die Promotion zum Dr. agr. Von 1969 war Lutz Goepel in der Landwirtschaft tätig.

## Politik
Nach der Wende zog Goepel 1990 für die DBD als Abgeordneter in die erste frei gewählte Volkskammer ein. Mit dem Zusammenschluss von Bauernpartei und CDU wurde er CDU-Mitglied.

### Europaparlament
Von 1991 bis 1994 war er Beobachter im Europäischen Parlament, von 1994 bis 2009 gewähltes Mitglied. 1994 bis 1999 und 2004 bis 2009 war Goepel Mitglied des Fraktionsvorstands der EVP. 1996 bis 2009 war er Obmann im Ausschuss für Landwirtschaft.
Aufgaben und Zuständigkeiten:
- Mitglied im Ausschuss für Landwirtschaft und ländliche Entwicklung
- Stellvertreter für den Ausschuss für Verkehr und Fremdenverkehr
- Mitglied im nichtständigen Ausschuss zu den politischen Herausforderungen und Haushaltsmitteln der erweiterten Union 2007–2013
- Stellvertreter für die Delegation im Gemischten Parlamentarischen Ausschuss EU-Mazedonien

## Ehrungen
- Bundesverdienstkreuz am Bande, 1999
- Großes Goldenes Ehrenzeichen für Verdienste um die Republik Österreich[1], 2008
- Ordre du Mérite agricole (Commandeur), 17. März 2009